# Terry Jennings
Terry Jennings (* 19. Juli 1940 in Eagle Rock (Los Angeles); † 11. Dezember 1981 in San Pablo (Kalifornien)) war ein amerikanischer Komponist und Interpret der Minimal Music (Sopransaxophon, Klarinette). Er war einer der Pioniere dieser Musikrichtung; seine bekanntesten Werke sind Winter Trees und Winter Sun (1975).

## Leben und Wirken
Jennings erhielt ab dem vierten Lebensjahr Klavierunterricht von seinen Eltern und spielte bereits im Alter von zwölf Jahren die Werke von John Cage für Präpariertes Klavier. In der Highschool fungierte er als Klarinettensolist des Schulorchesters. Dann interessierte er sich für Jazz und spielte auch Saxophone. Bereits 1953 begegnete er La Monte Young, mit dem er in Los Angeles Jazz spielte; er machte zudem La Monte Young, der ihm auch Grundzüge des Komponierens beibrachte, auf John Cage aufmerksam. Ab 1954 erhielt er Saxophonunterricht bei William Green am Konservatorium von Los Angeles. Er studierte Komposition bei Robert Erickson am San Francisco Conservatory of Music und bei Leonard Stein am California Institute of the Arts. Er zog zu Beginn der 1960er Jahre nach New York City und wurde Teil der Fluxusbewegung. 1960 wurde seine Komposition Piece for Two Saxophones im Loft von Yoko Ono aufgeführt- Noch vor La Monte Young schrieb er die ersten minimalistischen Stücke, die auf lange andauernden Tönen beruhten und La Monte Youngs Stilistik (etwa in Trio for Strings) beeinflussten. Als Komponist und ausführender Musiker arbeitete er mit verschiedenen Tanztheater-Ensembles, gemeinsam mit Charlemagne Palestine und als Interpret in La Monte Youngs Theatre of Eternal Music. Obgleich er seine Kompositionen nicht veröffentlichte, beeinflusste er auch Komponisten der nachfolgenden minimalistischen Generation wie Harold Budd, Peter Garland oder Howard Skempton. In den 1970er Jahren beschäftigte er sich mit Neoromantizismen, etwa in seiner Komposition The Seasons (1975). Erst 1992 wurde eine seiner Kompositionen, Terrys G Dorian Blues, auf einem Album veröffentlicht.

## Diskographische Hinweise
- John Tilbury Lost Daylight (2009)[5]